# Бірімбір Вонгар
Бірімбір Вонгар (Birimbir Wongar; справжнє ім'я — Сретен Божич / сербохорв. Sreten Božić, Сретен Божић, відомий також за скороченим псевдонімом B. Wongar; *1932, Сербія, Королівство Югославія) — австралійський письменник (прозаїк, поет і драматург) югославського (найімовірніше, сербського) походження з непростим життєвим шляхом, відомий своїм проникненням у таїну психології австралійських аборигенів; громадський діяч-поборник прав австралійських тубільців, дослідник їх культури та фольклору.

## Біографія
Про молоді роки Бірімбіра Вонгара відомо доволі мало — так, у російськомовній радянській (1980) збірці австралійської новели, де було вміщено оповідання Бірімбіра Вонгара «Провідник», у вихідних даних про авторів книги, вказано, що письменник є тубільним громадським діячем, а дата народження указана як «початок 1930-х років». Насправді Бірімбір Вонгар — це аборигенне ім'я, по суті літературний псевдонім Сретена Божича, який народився у Югославії в 1932 році. У нього були важкі і небезпечні дитячі роки у воєнний час. По війні з утворенням СФРЮ і «залізною завісою» держав соцблоку 25-річному Божичу (1958) вдалося втекти на Захід — до Франції. 
Після двох років, проведених у Парижі, він приїхав до Австралії і жив протягом 10 років у Північній території, де узяв племінний шлюб і мав до діла з культурою аборигенів з перших рук. Він вів з співплемінниками традиційну господарку, прибрав аборигенне ім'я, вивчав мову, побут і традиції австралійських тубільців.
Після смерті дружини в 1970-х Бірімбір Вонгар переїхав до Мельбурна. Тоді ж, у 1970-ті Вонгар уже під своїм новим ім'ям почав публікувати свої перші літературні твори, за які дістав швидке визнання, отримав різноманітні літературні нагороди за своє чутливе розуміння культури аборигенів.
Дружина Вонгара Думала (Dumala) та їхні діти померли внаслідок радіоактивного випромінювання від уранових шахт, що знаходилися поблизу їхньої резервації. Пізніше про це написав сам Вонгар у автобіографічному творі Dingoes Den.

## З творчості
Короткі оповідання Бірімбіра Вонгара з'являлися у таких різних періодичних виданнях, як Les Temps Modernes (Париж), Atlantic Monthly, London Magazine і Australian Women's Weekly. Збірка оповідань «з В'єтнаму», озаглавлена Sinners («Грішники») з передмовою Аланом Маршаллом, з'явилась у 1972 році, а друга, під назвою The Track to Bralgu («Поїздка до Бралгу») з передмовою Алана Патона — в 1978 році. Як Стретен Божич, він також співпрацював з Аланом Маршаллом у роботі над науково-популярною книгою «Міфи аборигенів» (Aboriginal Myths, 1972). 
Творчість Вонгара (Божича) була сприйнята тепло і з ентузіазмом за кордоном, де завоювала схвалення від таких діячів, як, наприклад, Симона Де Бовуар, а його твори були перекладені німецькою, угорською, російською і сербо-хорватською, водночас книги Вонгара не знаходили великої симпатії й широко не публікувалися у самій Австралії. 
Оскільки про Бірімбіра Вонгара у примітці видавця «Поїздки до Бралгу» вказувалось, що автор є австралійським аборигеном і народився в північній Австралії наприкінці 1930-х, то європейське коріння письменника не було повністю розкрито аж до 1981 року, коли Роберт Дру (Robert Drewe) спеціально не здійснив розвідку і тривалі пошуки, результати яких встановлювали ідентичність Вонгара і були опубліковані в часописі Bulletin. Критики у Австралії були доволі стурбовані питаннями щодо достовірності і законності, хоча читачі вже раніше визначили відмінну здатність Вонгара вести діалог двох культур і презентувати дві реальності. Зрештою критикою було висловлено припущення, що Бірімбір Вонгар пише в новому жанрі, який назвали «аборигіналізмом» (Aboriginalism), відтак його літературна робота є складним, творчим гібридом, змішуванням та розширенням європейського і тубільного способу мислення. 
Серед інших його книг Бірімбіра Вонгара: романи The Trackers (1978), трилогія Walg (1983), Karan (1985) і Gabo Djara (1987), і Marngit (1991); збірки новел Babaru (1982) і The Last Pack of Dingoes (1993); п'єи A Stone in My Pocket (1973, видана Стретеном Божичем) та Balang an Village (1973); поетична збірка Bilma (1984). 
Він також дописував у Ethnic Australia (1981), під редакцією Манфреда Джурдженсена. Бірімбір Вонгар став лауреатом премії Міжнародного ПЕН-клуба за свою трилогію романів, нагороди Американської бібліотечної асоціації за Babaru і переможцем призу від Observerа за поетичний доробок.